# NGC 296
NGC 296 (również PGC 3260 lub UGC 562) – galaktyka spiralna z poprzeczką (SBb), znajdująca się w gwiazdozbiorze Ryb. Odkrył ją William Herschel 12 września 1784 roku.
Niektóre źródła, w tym baza SIMBAD, błędnie podają, że NGC 296 to pobliska galaktyka LEDA 3274 (PGC 3274), natomiast galaktyce PGC 3260 przypisują oznaczenie NGC 295. Ta interpretacja wynika z błędu, jaki popełnił Ralph Copeland, opisując pozycję NGC 295 w odniesieniu do, jak sądził, NGC 296. W rzeczywistości zaobserwował on dwie zupełnie inne galaktyki, lecz do tej pory nie wiadomo które, gdyż żadna para galaktyk w okolicy nie pasuje do jego opisu, tak więc obiekt NGC 295 uznaje się za zaginiony.